# B4 (tomba)
B4 e B5: facevano parte di una serie di 5 Tombe dei Nobili site nell’area della necropoli di El-Khokha di cui era archeologicamente nota l’esistenza, e di cui si avevano notizie sul titolare e sulla struttura, ma di cui si era persa la localizzazione. La necropoli di Dra Abu el-Naga fa parte della più vasta Necropoli Tebana, sulla sponda occidentale del Nilo dinanzi alla città di Luxor, in Egitto. Destinata a sepolture di nobili e funzionari connessi alle case regnanti, specie del Nuovo Regno, l'area venne sfruttata, come necropoli, fin dall'Antico Regno e, successivamente, sino al periodo Saitico (con la XXVI dinastia) e Tolemaico.

## Titolare
B4 e B5 erano inserite tra le "tombe perdute" di el-Khokha; B4 era indicata come:
| Titolare      | Titolo | Necropoli | Dinastia/Periodo | Note                               |
| ------------- | ------ | --------- | ---------------- | ---------------------------------- |
| Tomba mistica |        | El-Khokha | Nuovo Regno)     | a circa 50 passi a est della TT109 |

## Le tombe
Dalle descrizioni parietali e dalle indicazioni relative al posizionamento è stato possibile individuare B4 e B5 rispettivamente con le tombe TT41 di Amenemipet, detto Ipy, Capo Amministratore di Amon nella Città del Sud, e con la TT386 di Intef, Cancelliere del re del Basso Egitto e Sovrintendente dei soldati.

### Annotazioni
1. ↑  La planimetria non è in scala e ha valore esclusivamente di visione d'insieme; l'ubicazione delle singole tombe non è topograficamente esatta, ma vuole visualizzare la concentrazione delle sepolture, nonché il "disordine" con cui le stesse sono state classificate.
2. ↑  I campi della Duat, ovvero l'aldilà egizio, si trovavano, secondo le credenze, proprio sulla riva occidentale del grande fiume.
3. ↑  Nella sua epoca di utilizzo, l'area era nota come "Quella di fronte al suo Signore" (con riferimento alla riva orientale, dove si trovavano le strutture dei Palazzi di residenza dei re e i templi dei principali dei) o, più semplicemente, "Occidente di Tebe".
4. ↑  Le Tombe dei Nobili, benché raggruppate in un'unica area, sono di fatto distribuite su più necropoli distinte.

### Fonti
1. ↑  Porter e Moss 1927, revisione 1970 pp. 447-454.
2. ↑  Donadoni 1999,  p. 115.
3. ↑  Porter e Moss 1927, revisione 1970 p. 455.